# Котовсков, Владлен Яковлевич
Владлен Яковлевич Котовсков (род. 25 октября 1933 года, город Морозовск, Ростовская область) — литературовед, литературный критик, исследователь жизни и творчества М. А. Шолохова.

## Биография
Родился В. Я. Котовсков 25 октября 1933 года в городе Морозовск Ростовской области в семье служащих. Родители Владлена Котовскова были близки знакомы с семьёй Шолоховых. Детство и юность Владлена Яковлевича прошли на Верхнем Дону, в школу пошёл в станице Вёшенской, окончил — в Миллерово. После окончания в 1956 году факультета журналистики Московского государственного университета работал в ростовских газетах, заведовал отделом критики журнала «Дон». Владлен Яковлевич преподавал на филологическом факультете Ростовского государственного университета, с 1988 года в Ростовском художественном училище им. М. Б. Грекова. Активно печатался в журналах «Новый мир», «Нева», «Октябрь», «Литературное обозрение» и др.
Был членом КПСС. Награждён медалью «Ветеран труда» (1980).

## Творчество
Первую статью о М. А. Шолохове, посвящённая 45-летию писателя Владлен Яковлевич Котовсков опубликовал 24 мая 1950 году в городской газете г. Миллерово Ростовской области. В награду семнадцатилетний автор получил от семьи Шолоховых портрет писателя.
Работа о Шолохове — статья «Горький и Шолохов» — была опубликована спустя годы в сборнике научных статей ИРЛИ (Пушкинский Дом) «Творчество Михаила Шолохова» (Л., 1975). Известный литературный критик Л. А. Аннинский отметил, что эта работа Котовскова «прочно вписана в горьковедение и шолоховедение».
Первая книга В. Я. Котовскова «Шолоховская строка» увидела свет в 1988 году.
В последние годы в Ростовском книжном издательстве были опубликованы ещё шесть книг Владлена Яковлевича Котовскова: «Вокруг „Тихого Дона“» (1998), «Пять имён, или „Проходим прежнюю дорогу“» (2001), «Стремя в стремя» (2004), «Мир Шолохова» (2005), «Славные имена родной литературы» (2006), «Наши земляки» (2008). В них заметно стремление автора связать исследование произведений М. А. Шолохова с основными вехами его жизненного пути.
Особое место в книгах занимает проблема шолоховских традиций в отечественной, в частной донской прозе 20 века, в произведениях В. Закруткина, В. Фоменко, А. Калинина, Б. Куликова и др. В связи с этим Владлен Яковлевич Котовсков считается одним из наиболее значительных ростовских исследователей литературы донского региона 20 века.
М. А. Шолохов доверил В. Я. Котовскову написание предисловие к юбилейному изданию рассказа «Судьба человека» (М., 1981), позднее по просьбе писателя Владлен Яковлевич Котовсков был редактором, автором предисловия и послесловия двухтомного издания «Тихий Дон» (Ростов н/Д., 1998).
Большое значение для приобщения современного донского читателя к творчеству Шолохова имеют выступления В. Я. Котовскова по ростовскому радио и телевидению, его публикации в донской прессе.